# Obunden samling
Obunden samling på Åland (ObS) är ett politiskt parti i landskapet Åland.

## Historia
Partiet grundades 1987, mestadels av unga medlemmar som bröt sig loss ur Åländsk Center. 
Successivt har partiet arbetat fram allt mer omfattande valprogram och fått mandat i Ålands lagting med ständigt ökande valsiffror, även på kommunal nivå, frånsett valet 2003. Obunden samling var mandatperioden 2006-2011 fjärde största partiet vad gäller mandatfördelning i lagtinget. Partiet har dock inte fått fler än fem mandat. Ålands kommuners fullmäktige fylls av 24 representanter för Obunden samling sedan valet 2011.
Tidigare partiordförande Gun-Mari Lindholm blev mandatperioden 2006-2011 av Ålands lagting vald till andra vicetalman och tillträdde som kansliminister på Ålands landskapsregering 2011 för två år. Även Fredrik "Frille" Karlström tog sig an en ministerpost men för hela mandatperioden, som näringsminister. 
Partiet har stått bakom Elisabeth Nauclér i valen till riksdagen 2007 och 2011, som också blivit invald med stor majoritet.
Ungdomsnätverket Unga obundna startades 2010 av Simon Holmström, som också blev vald till ordförande. Efter valet 2011 upplöstes organisationen.
Den 28 oktober 2013 meddelade Nya Åland att Obunden samling avser att gå ihop med Moderaterna på Åland.
Efter interna diskussioner fusionerades Obunden Samlings lagtingsgrupp samt två ministrar över till Moderaterna på Åland, och bildade 2014 en gemensam plattform vid namnet Moderat Samling. 
Efter övergången hade inte Obunden Samling någon representation i lagtinget eller landskapsregeringen, sedan lagtingsgruppen mitt under en mandatperiod anslöt sig till Moderaterna på Åland.
I valet 2015 gjorde Obunden Samling comeback och lyckades återta 3 av sina 4 mandat som man förlorade i och med övergången till moderaterna. I dagsläget är Lars Häggblom samt Bert Häggblom invalda och representerar Obunden Samling i Lagtinget. Den tredje lagtingsledamoten, Fredrik Fredlund, lämnade Obunden Samling under hösten 2018 till följd av en fällande dom vid Ålands tingsrätt. 
I Lagtingsvalet 2019, ökade Obunden Samling från 3 mandat till 4 mandat i Lagtinget.
I lagtingsvalet 2023 ökade Obunden Samling från 4 mandat till 5 mandat i Lagtinget. Lagtingsgruppen består av partiordförande Marcus Måtar, Christian Wikström, Stellan Egeland, Johan Lindström och Andreas Kanborg. Egeland drog näst mest röster i hela valet.

## Styrelse
Den sittande styrelsen leds av:
- Ordförande: Marcus Måtar
- I Vice Ordförande: Christian Wikström
- II Vice Ordförande: Carola Wikström-Nordberg
- Sekreterare: Olle Sjöstrand
- Kassör: Ann Carlsson